# Río Beaver (Canadá)
El río Beaver (en inglés: Beaver River, literalmente, 'río castor') es un gran río de la vertiente de la bahía de Hudson de Canadá que discurre por el centro-este de la provincia de Alberta y el centro de la de Saskatchewan. Fluye en dirección este a través de Alberta y Saskatchewan y después gira bruscamente hacia el norte hasta desaguar en el lago Île-à-la-Crosse (391 km², en el río Churchill, que a su vez desemboca en la bahía de Hudson). Marca aproximadamente el límite norte de las zonas de densa población y de las carreteras pavimentadas. La parte en Alberta se encuentra en la zona de las Arenas de alquitrán de Athabasca en Cold Lake.
El río Beaver drena una cuenca de más de 45 000 km² (14 500 km² en Alberta) siendo el colector del sistema de lagos del lago Lac la Biche (234 km²). La longitud total del río es de 491 km.
Fue documentado por primera vez en el mapa Turnor de 1790 y luego confirmado en el mapa Harmon de 1820.

## Cuenca y curso
La cuenca del río Beaver es parte de la cuenca del río Churchill y se localiza al este de la cuenca del río Athabasca y al norte de la del río Saskatchewan Norte. La parte que fluye al este está en el límite norte aproximado de los caminos y carreteras pavimentadas y de las zonas de depoblación relativamente densa. Pasa dentro y fuera de la zona de bosque en varias ocasiones y discurre aproximadamente en paralelo a las carreteras Alberta Highway 55 y Saskatchewan Highway 55 a 250 metros (820,2 pies) del lago Field.
El río Beaver tiene como fuente el homónimo lago Beaver (33,1 km²), localizado justo al sur de la comunidad de Lac la Biche (234 km²), un gran lago que desemboca a través del río La Biche en el río Athabasca. El río Beaver sale como emisario del lago Beaver por su lado oeste y fluye hacia el sur hasta que recibe, llegando del oeste, al río Amisk. Luego se encamina hacia el este, describiendo el típico curso de un río de llanura, con un avance con muchos y cerrados meandros y brazos abandonados. Recibe en este tramo al emisario del lago Moose que le aborda por la margen derecha viniendo desde el sur. Entra luego el río en la provincia de Saskatchewan, al sur del lago Cold (373 km²), localizado a caballo de la frontera provincial. El lago Cold tiene como emisario al río Waterhen, que discurre justo al norte y en paralelo al Beaver. Ya en Saskatchewan el río Beaver sigue su avance hacia el este, recibiendo por la margen derecha, primero desde el suroeste, al emisario del lago Minnistikwan, y luego al emisario del lago Meadow que llega del sur. Luego describe una gran curva hacia el norte en el punto que recibe, desde el sur, al emisario del lago Green.
La parte que fluye al norte discurre a través del bosque boreal escasamente poblada. La carretera Saskatchewan Highway 155 sigue su curso por su ribera occidental. Recibe desde el este un río que drena el lago Cowan y después al emisario del lago Deleronde, desde el oeste al río Waterhen, desde el este al río Doré que drena el lago Doré (640 km²). La carretera deja el río en lo que parece ser el aeropuerto Beauval y cerca de Beauval (756 hab. en 2011) recibe al emisario del lago la Plonge (257 km²), que le aborda por la margen derecha llegando desde el este. Continúa hacia el norte discurriendo algo al este del brazo meridional de dicho lago, hasta acabar entrando finalmente en el por la ribera oriental, justo frente a la ciudad de Île-à-la-Crosse (1365 hab. en 2011).

## Afluentes
El río Beaver tiene como principales afluentes:
- en la provincia de Alberta: río Amisk (oeste, largo), río Sand (norte, largo), lago Mooselake (sur) y los arroyos Manatokan, Jackfish y Marie (todos norte).

- en la provincia de Saskatchewan: río Makwa (suroeste) Meadow (sur), (gran curva) emisario del lago Green, río Waterhen (oeste, largo), Doré (este), emisario del lago La Plonge (este).

Otros afluentes menores son los arroyos Fork, Columbine (arroyo Muriel, arroyo Reita sur del lago Cold) y Redspring.

## Exploración y comercio de pieles
El río, o partes de él, se describe como un mal río para navegar en canoas. Las tripulaciones tuvieron que arrastrar sus canoas en las partes poco profundas y había poca caza. La desembocadura del río Beaver está en el eje principal de las primeras rutas canadienses en canoa usadas en el comercio de pieles. El curso superior del Beaver está a unos 50 km al norte del río Saskatchewan Norte. Desde por lo menos 1795 el pemmican de búfalo fue llevado al norte para alimentar a los voyageurs en su camino hacia el país de Athabasca. Una ruta llevaba al sur hasta la gran curva del Beaver, a través del lago Green, Saskatchewan y sobre una pista india hasta Fort Carlton. En 1875/76 fue sustituida por un camino carretero en la época en que aparecieron los primeros barcos de vapor en el río Saskatchewan. Otra ruta iba más lejos remontando el Beaver hasta alcanzar el lago Moose (Alberta) y luego seguía por alguna de las varias rutas hasta llegar a Fort George.
El primer europeo en llegar al valle del Beaver puede haber sido Louis Primeau en 1767. Hacia 1768 William Pink también estaba en el río. Se dirigía hacia el noroeste desde el curso inferior del Saskatchewan siguió el Beaver al oeste y regresó al Saskatchewan, cerca de Edmonton. En 1776, Primeau trabajando para Thomas Frobisher construyó un puesto comercial en el lago Île-à-la-Crosse. En 1781, comerciantes de Montreal construyeron Cold Lake House, cerca de Beaver Crossing, Alberta. Quizás en 1782 la Compañía del Noroeste construyó un puesto en el lago Green. En 1798 David Thompson utilizó el Beaver para llegar al lago Lac la Biche. En 1799, la Compañía de la Bahía de Hudson decidió llevar su comercio más al oeste hasta el Churchill desde Frog Portage. En ese año se construyeron puestos comerciales rivales en el lago Île-à-la-Crosse y el lago Green. También construyeron un puesto por encima de la gran curva en lago Meadow (Saskatchewan), un establecimiento que sólo estuvo operativo dos años. Hubo una gran cantidad de conflictos entre las dos Compañías peleteras rivales hasta que en 1821 fueron obligadas a fusionarse por el gobierno británico.

## Conservación y desarrollo
El río Beaver fluye a través de un área predominantemente llana, con ondulantes colinas y muchos lagos que drenan a través de meandros en el río; entre los más grandes están el lago Pinehurst, lago Cold y el lago Primrose.
Los parques provinciales de Lakeland (Lakeland Provincial Park), Moose Lake (Moose Lake Provincial Park) y Cold Lake (Cold Lake Provincial Park) se encuentran todos en la cuenca del río en el lado Alberta, mientras que el parque provincial Meadow Lake (Meadow Lake Provincial Park) protege una gran área en Saskatchewan.
La cordillera Cold Lake Area Weapons (Cold Lake Area Armas Range) ocupa gran parte de la zona norte del río.

## Especies piscícolas
Las principales especies de peces que habitan en el río son lucioperca, sauger, perca amarilla, lucio, trucha de lago, pescado blanco de lago, cisco, lechón blanco, lechón de pico largo y lota.